# Miklósi
Miklósi è un comune dell'Ungheria di 254 abitanti (dati 2001) situata nella contea di Somogy, nell'Ungheria centro-occidentale.